# Baixkirià
| Permià | Cisuralià    | Asselià     | més recent  |
| Carbonífer | Pennsylvanià | Gjelià      | 303,7 ± 0,1 |
| Carbonífer | Pennsylvanià | Kasimovià   | 307,0 ± 0,1 |
| Carbonífer | Pennsylvanià | Moscovià    | 315,2 ± 0,2 |
| Carbonífer | Pennsylvanià | Baixkirià   | 323,2 ± 0,4 |
| Carbonífer | Mississippià | Serpukhovià | 330,9 ± 0,2 |
| Carbonífer | Mississippià | Viseà       | 346,7 ± 0,4 |
| Carbonífer | Mississippià | Tournaisià  | 358,9 ± 0,4 |
| Devonià | Superior     | Famennià    | més antic   |
| Subdivisió del sistema Carbonífer segons l'ICS.. Actualitzat amb la Taula Cronostratigràfica de l'ICS del 2013 |              |             |             |

El Baixkirià és una edat de l'escala temporal geològica de l'ICS o un estatge de la columna estratigràfica. Es tracta de l'estatge més antic del Pennsylvanià, el subsistema més recent del Carbonífer. El Baixkirià s'inicià fa 323,2 ± 0,4 Ma i s'acabà fa 315,2 ± 0,2 Ma. Segueix el Serpukhovià i precedeix el Moscovià.